# اسوین دوم
اسوین دوم (دانمارکی : Svend Estridsen) و (نروژی : Svein Estridsson) - زاده ۱۰۲۰ میلادی و مرگ بین سالهای ۱۰۷۴ تا ۱۰۷۶ پادشاه دانمارک (۱۰۴۷–۱۰۷۴) و برای دوره کوتاهی (۱۰۴۲–۱۰۴۷) فرمانروای نروژی‌ها بود.